# Roy Howat
Roy Howat (né en 1951) est un pianiste et musicologue écossais spécialisé dans la musique française.

## Biographie
Diplômé du King's College de Cambridge, élève de Vlado Perlemuter à Paris, Roy Howat a été étudiant chercheur à la Royal Academy of Music de Londres à partir de 2003, et chercheur au Conservatoire royal d'Écosse depuis 2013.

## Publications
Il est l'un des rédacteurs en chef fondateurs, avec Pierre Boulez, François Lesure et d'autres, de l'édition des Œuvres complètes de Claude Debussy, pour lequel il a édité beaucoup de la musique de piano. Ses autres publications comprennent des livres consacrés à Debussy (Debussy in Proportion) et au piano (The Art of French piano music). Il participe à l'édition des œuvres de Chabrier et Fauré, à une édition anglaise de Jean-Jacques Eigeldinger sur Frédéric Chopin (Chopin, Pianist and Teacher), parmi d'autres articles et ouvrages sur Schubert, Ravel, Bartók et d'autres compositeurs.

## Discographie
Ses enregistrements comprennent des œuvres de musique de chambre et pour piano de compositeurs tels que Debussy, Chabrier, Fauré et Pierné. En 2001, il fait une tournée en Égypte à la fois comme pianiste et altiste à l'Ensemble Sarastro. Performances plus récentes incluent ceux avec le Panocha Quartet (en) au Japon, en République tchèque et au Royaume-Uni (au Wigmore Hall).

## Source
- (en) Cet article est partiellement ou en totalité issu de l’article de Wikipédia en anglais intitulé « Roy Howat » (voir la liste des auteurs).